# Panamerikanische Spiele 1967/Teilnehmer (Uruguay)
| Gelbes Symbol für Goldmedaillen mit stilisierten Olympischen Ringen | Graues Symbol für Silbermedaillen mit stilisierten Olympischen Ringen | Braundes Symbol für Bronzemedaillen mit stilisierten Olympischen Ringen |
| ------------------------------------------------------------------- | --------------------------------------------------------------------- | ----------------------------------------------------------------------- |
| —                                                                   | 1                                                                     | 4                                                                       |

Uruguay nahm an den V. Panamerikanischen Spielen 1967 in Winnipeg, Kanada, mit einer Delegation von 23 Sportlern teil.
Die uruguayischen Sportler gewannen im Verlauf der Spiele insgesamt fünf Medaillen, davon eine silberne und vier bronzene.

## Teilnehmer nach Sportarten

### Boxen
- Luis Reyes
- Juan Rivero
- Walter Gossi
- Carlos Franco

### Fechten
- José Badano
- Jorge Napoli
- Alberto Varela
- Juan Veltroni

### Leichtathletik
- Martino Etchechury

### Radsport
- Orlando Aguirre
- René Pezzati
- Ruben Etchevarne
- Alberto Ferrazán

### Reiten
- Rafael Paullier

### Rudern
- Alberto Ahlers
- Emilio Ahlers
- Juan Martínez

### Schwimmen
- Lylian Castillo
- Ruth Apt
- Ana María Norbis
- Themis Trama

### Segeln
- Pedro Garra
- Federico Latourrette